# Транскрипции Верди
Транскрипции Верди (англ. Verdi Transcriptions) ― цикл из 36 фортепианных пьес, основанных на произведениях Джузеппе Верди, написанный британским композитором Майклом Финнисси в период с 1972 по 2005 год.

## Создание
По словам композитора, «данные транскрипции ― это не просто переделанные мелодии Верди. Они формируют критику музыкальной культуры, которая в прошлом была перенасыщена подробным разбором, анализом, а также пародированием и намерением драматизации материала». Цикл состоит из четырёх книг ― в каждой по девять пьес, в которых встречаются цитаты из опер Верди, его струнного квартета и из первой части реквиема.
При создании транскрипций Финнисси руководствовался концепциями Ферруччо Бузони, который считал, что музыкальная нотация «сама по себе является транскрипцией абстрактной идеи, и в тот момент, когда мыслью овладевает перо, она теряет свою первоначальную форму», то есть в этом смысле отклонения Финнисси от оригинальных источников вдохновения, часто весьма существенные, можно рассматривать как воссоздание «абстрактных идей», которые подсказал и продиктовал сам Верди. Влияние Бузони чувствуется во всех транскрипциях в форме цитат или аллюзий на его сочинения; пианист Иэн Пейс считает произведение Финнисси «огромной данью уважения Бузони».
В одном из интервью композитор заявил: «Я пытался додуматься до того, как написать свою собственную музыку на основе материала Верди, не цитируя его слишком явно. Действительно, серия пьес начинается с того, что их темы совершенно непохожи на мелодии, написанные Верди, и только мотив транскрипции № 36 звучит совсем как в оригинале». Что касается транскрипции арии «Me pellegrina eda orfano» из оперы «Сила судьбы» (пьеса № 26), Финнисси написал:
[При сочинении] я <…> обычно увеличивал гармоническую двусмысленность, убирая оригинальные фразы, заново озвучивая текстуру Верди, создавая своего рода сценическую постановку в своём воображении <…> как в фильме, в котором актёр полностью погружён в саундтрек, и это затмевает всё визуальное.

## Структура
Первые две книги транскрипций были написаны в период с 1972 по 1988 год и переработаны в 1995 году. Первоначально вторая книга цикла состояла всего из шести транскрипций; в таком виде первые две книги были исполнены Иэном Пейсом в Конвей-холле в Лондоне в 1996 году и записаны им вместе с тремя дополнительными фрагментами в 2001 году.
В окончательной версии транскрипций (редакция 2005 года) каждая книга рассматривается как целостная последовательность, состоящая из девяти разделов.
- Первая книга, в которой сохранена та же последовательность, что и в редакции 1995 года, охватывает оперы Верди в хронологическом порядке от «Оберто» (1839) до «Аттилы» (1846).
- Вторая книга, посвящённая пианисту и либреттисту Стивену Пруслину[англ.], начинается с ещё одной транскрипции «Аттилы» и охватывает оперу «Риголетто» (1851). Содержание книги в окончательной редакции отличается от версии 1995 года ― значительная его часть была перенесена в более поздние книги, чтобы не нарушалась хронологическая последовательность сочинения опер.
- Третья книга, посвящённая Мэрилин Нонкен, охватывает временной диапазон от «Риголетто» до «Макбета» (1865).
- Четвёртая книга, посвящённая Джонатану Пауэллу[англ.], начинается с транскрипции темы из «Макбета» и заканчивается пьесой на основе мотивов из «Реквиема» (1874). Это единственная транскрипция, не вписывающаяся в хронологическую последовательность сочинения произведений ― ей предшествуют транскрипции мелодий из «Отелло» (1887) и «Фальстафа» (1893)[7]. По словам Иэна Пейса, «в отличие от других пьес цикла, последняя представляет собой относительно точную передачу мыслей Верди <…> хотя и не полностью стабильную»[8].

## Критика
Реакция критиков на запись произведения Пейсом была в целом положительной. Майкл Оливер в журнале «International Record Review» за апрель 2002 года написал, что композитор «сочетает „вердианские“ образы с пианистическими и принципиально современными: прозрачный блеск музыки напоминает об опере „Двое Фоскари“, но за ним следуют бури, молниеносные кластеры на staccato и грохот, подобный кракену, шевелящемуся под Адриатикой <…> Форшлаги в арии из оперы „Жанна д’Арк“ предвосхищают сбалансированные и в то же время витиеватые строки партитуры Финнисси»; также Оливер называет транскрипцию темы, взятой из оперы «Дон Карлос», «одновременно в высшей степени оригинальным откликом на мысли Верди и примером великолепного звучания фортепиано». Арнольд Уайтолл в журнале «Gramophone» (апрель 2002) высказал более сдержанное мнение: «Вы, конечно, можете утверждать, что по своей смелости, эмоциональной насыщенности и „показательности“ музыка Финнисси более похожа на Верди, чем музыка любого жалкого имитатора его стиля. С другой стороны, доводить дело до крайности тоже было не в стиле Верди». BBC Music Magazine дал записи Пейса оценку в пять звёзд.